# Masainas
Masainas est une commune italienne d'environ 1 300 habitants située dans la province du Sud-Sardaigne, dans la région Sardaigne.

## Administration
| Période                                  | Période | Identité | Étiquette | Qualité |
| ---------------------------------------- | ------- | -------- | --------- | ------- |
|                                          |         |          |           |         |
| Les données manquantes sont à compléter. |         |          |           |         |

### Hameaux
Is Fiascus, Is Cuccus, Is Murronis, Is Lais, Is Solinas, Is Crobbedus, Is Mancas, Is Cannigonis

### Communes limitrophes
Giba, Piscinas, Sant'Anna Arresi, Teulada